# Dźalalpur Pirwala
Dźalalpur Pirwala (urdu: جلالپُور پِيروالا‬) – miasto w Pakistanie, w prowincji Pendżab. W 2017 roku liczyło 67 651 mieszkańców.